# Lettice Knollys

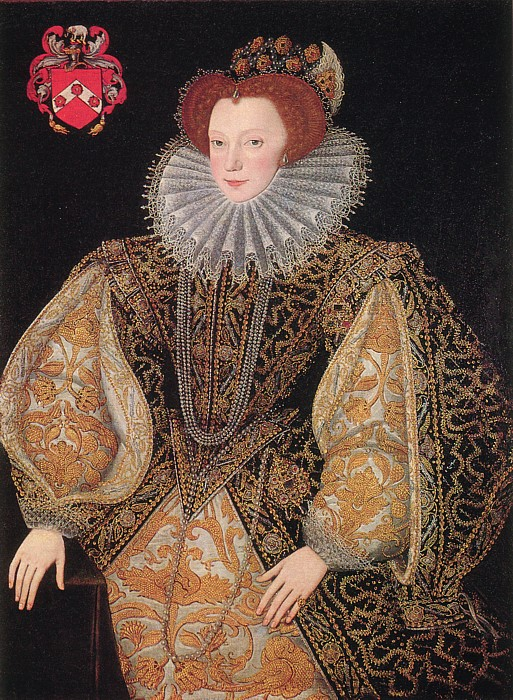
Lettice Knollys

Lettice Knollys (Rotherfield Greys, 8 november 1543 - 25 december 1634) was een Engelse edelvrouw. Zij was een prominente figuur aan het hof van Elizabeth I, van wie ze familie was. Haar (tweede) huwelijk met Robert Dudley, de graaf van Leicester, leidde tot een onherstelbare breuk in haar relatie met de koningin die erg op Leicester was gesteld. Zij was - uit haar eerste huwelijk - de moeder van Robert Devereux, tweede graaf van Essex die in 1601 werd geëxecuteerd omdat hij zonder succes een opstand tegen Elizabeth I had geleid.  

## Jeugd en eerste huwelijk
Lettice Knollys was de dochter van sir Francis Knollys, en Catherine Carey. Haar moeder was de dochter van Mary Boleyn, de zus van Anna Boleyn, de tweede vrouw van koning Hendrik VIII van Engeland en de moeder van koningin Elizabeth I. Er gingen geruchten dat Catherine Carey een buitenechtelijke dochter was van Hendrik VIII.  Elizabeth I was dus in ieder geval een achternicht van Lettice Knollys, maar mogelijk ook haar tante. Lettice Knollys zou ook op de koningin hebben geleken: ze hadden in ieder geval allebei rood haar. Elizabeth had van jongs af aan een hechte band met Catherine Carey, en later ook met haar gezin.  
De familie Knollys was overtuigd protestants. Tijdens de regeerperiode van de katholieke Maria I van Engeland weken ze uit naar Duitsland en Zwitserland. Ze bleven daar van 1556 tot de dood van Maria I in 1558. Het is niet zeker of Lettice Knollys in die tijd bij hen was. Mogelijk bleef zij in Engeland en woonde ze in het huishouden van (toen nog) prinses Elizabeth. Toen Elizabeth haar zuster opvolgde als koningin, keerde de familie Knollys terug naar Engeland. Catharine Carey werd benoemd tot eerste hofdame, en ook de 15-jarige Lettice kreeg een positie in de hofhouding. 
Rond 1560 trouwde zij met Walter Devereux, Burggraaf Hereford, een adellijke avonturier. Wegens zijn diensten aan de koningin werd Devereux  in 1572 benoemd tot graaf van Essex. In de jaren daarna verbleef hij vaak langere periodes in Ierland. Hij overleed in september 1576 in Dublin aan dysenterie. Het echtpaar had vijf kinderen, onder wie Robert Devereux, die zijn vader opvolgde als tweede graaf van Essex.

## Gravin van Leicester

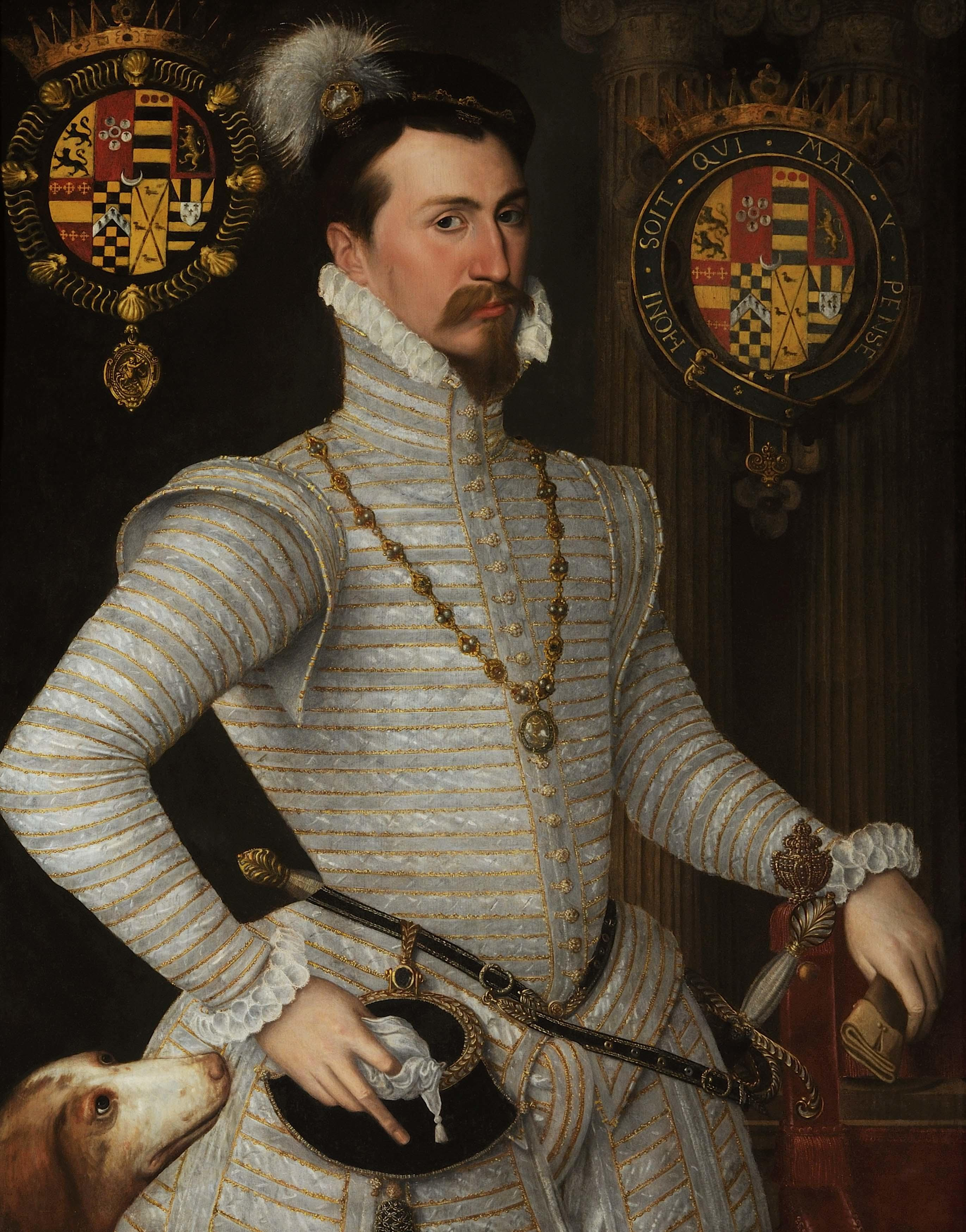
Robert Dudley, Graaf van Leicester

Volgens de Spaanse ambassadeur gingen er al vanaf 1568 geruchten over een relatie tussen Lettice Knollys en Robert Dudley, de graaf van Leicester en een favoriet van de koningin. Er werd gezegd dat Leicester de vader was van de twee jongste kinderen uit haar huwelijk met Essex. Er is weinig met zekerheid te zeggen over hun relatie maar op 21 september 1578, precies twee jaar na het overlijden van de graaf van Essex (de verwachte periode van rouw voor een weduwe), trouwden Lettice Knollys en Robert Dudley in het geheim. Volgens sommige bronnen verplichtte Francis Knollys, Lettice' vader, hen later om in een tweede ceremonie opnieuw te huwen in aanwezigheid van een notaris. Op 6 juni 1581 werd hun zoon Robert geboren, die op vierjarige leeftijd stierf. 

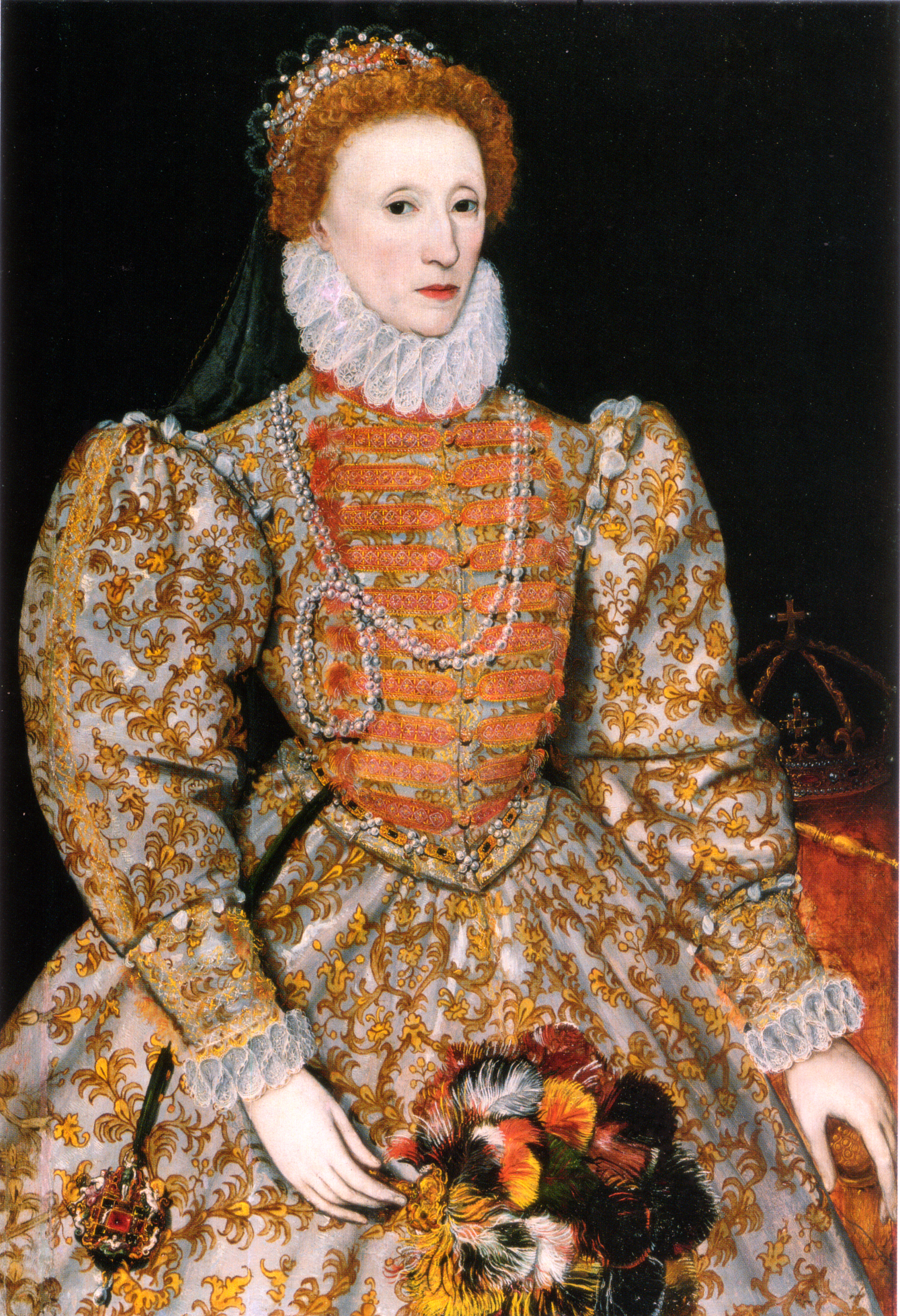
Elizabeth I

Het huwelijk van Lettice Knollys en Robert Dudley was een publiek geheim, maar werd in eerste instantie verborgen gehouden voor Elizabeth I omdat Dudley een heftige jaloerse reactie vreesde. Wanneer de koningin er precies achter kwam dat haar favoriet met haar nichtje was getrouwd is niet duidelijk, maar vermoedelijk rond eind 1579. Ze dreigde in eerste instantie Dudley in de Tower te laten opsluiten. Knollys  werd verbannen van het hof.
Ze probeerde de eerste jaren van het huwelijk niet teveel aandacht te trekken, en woonde aanvankelijk niet openlijk met Dudley samen. Ook noemde ze zich nog steeds gravin van Essex en niet gravin van Leicester. Pas na de geboorte van hun zoon presenteerden Dudley en zij zich als echtpaar. Het huwelijk wordt meestal omschreven als hecht en gelukkig.
Hoewel koningin Elizabeth Dudley snel vergaf, bleef zij de rest van haar leven zeer vijandig ten opzichte van Lettice Knollys. Er gaan veel verhalen over de rivaliteit tussen de twee vrouwen. Er was sprake van dat de graaf en gravin van Leicester probeerden om een huwelijk te sluiten tussen een van haar dochters uit haar eerste huwelijk, en een lid van het Schotse koningshuis. Dudley werd in 1585 aangesteld aan het hoofd van de Engelse troepen in de Nederlanden, waar hij de jaren daarna vaak verbleef. Knollys  werd ervan verdacht dat ze zich met een groot, bijna koninklijk gevolg, bij hem wilde voegen maar daarvan lijkt geen sprake geweest te zijn. Dit alles droeg niet bij aan een betere relatie met de koningin. 

## Derde huwelijk en laatste levensjaren

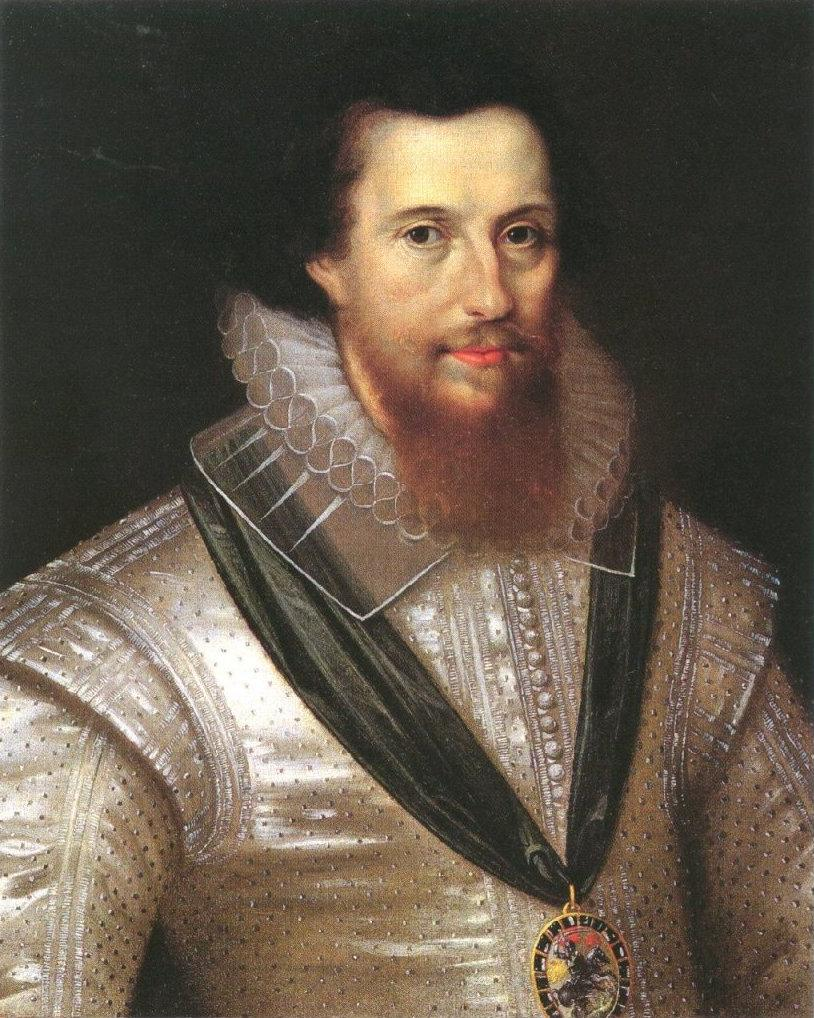
Robert Devereux, tweede graaf van Essex, zoon van Lettice Knollys

Lettice Knollys was bij Dudley toen hij op 4 september 1588 in Oxfordshire stierf. Nog geen jaar later trouwde ze met de 15 jaar jongere sir Christopher Blount. Het huwelijk was omstreden, en werd zelfs door haar zoon Robert Devereux, nu de tweede graaf van Essex, omschreven als 'zeer onfortuinlijk'.  Lettice Knollys was officieel nog steeds een hofdame, maar de verstandhouding met de koningin  verbeterde na het overlijden van Dudley niet. Vanaf 1595 trok ze zich helemaal terug van het hof en leefde voornamelijk in haar huis in Drayton Basset (Staffordshire).
In februari 1601 leidde Robert Devereux een opstand tegen Elizabeth I. Ook Lettice Knollys' echtgenoot Christopher Blount was hierbij betrokken. De opstand werd snel neergeslagen; Devereux en Blount werden ter dood veroordeeld en geëxecuteerd. 
De laatste jaren van haar leven was Knollys verwikkeld in complexe juridische procedures over haar inkomen als de douairière-gravin van Essex (de titels en bezittingen van het huis Essex waren verbeurd verklaard na de mislukte opstand) en over claims op de nalatenschap van Robert Dudley door mogelijke buitenechtelijke zoons. Ze werd 91 jaar oud, en was tot het laatst actief en goed gezond. Zij had een hechte relatie met haar kleinzoon Robert, aan wie door koning Jacobus I weer de titel graaf van Essex werd verleend. 
Lettice Knollys overleed op 25 december 1634. Ze werd naast Robert Dudley begraven, dicht bij het graf van hun jonggestorven zoon. Zij was een van de laatste overlevenden van het grootse hof van Elizabeth I. Ze is een voorouder van veel Engelse notabelen, onder wie Winston Churchill en Diana, prinses van Wales.